# Schoeck Peak
Schoeck Peak är en bergstopp i Antarktis. Den ligger i Västantarktis. Chile gör anspråk på området. Toppen på Schoeck Peak är 1 810 meter över havet, eller 228 meter över den omgivande terrängen. Bredden vid basen är 1,6 km.
Terrängen runt Schoeck Peak är huvudsakligen kuperad, men åt nordväst är den bergig. Trakten är obefolkad. Det finns inga samhällen i närheten. 